# Afrogarypus stellifer
Espèce
Synonymes
- Geogarypus stellifer Mahnert, 1982

Afrogarypus stellifer est une espèce de pseudoscorpions de la famille des Geogarypidae.

## Distribution
Cette espèce est endémique du Kenya. Elle se rencontre vers Mombasa.

## Description
Le mâle holotype mesure 1,7 mm et la femelle paratype 2,1 mm.

## Systématique et taxinomie
Cette espèce a été décrite sous le protonyme Geogarypus stellifer par Mahnert en 1982. Elle est placée dans le genre Afrogarypus par Harvey en 1986.

## Publication originale
- Mahnert, 1982 : Die Pseudoskorpione (Arachnida) Kenyas, IV. Garypidae. Annales Historico-Naturales Musei Nationalis Hungarici, vol. 74, p. 307-329 (texte intégral).